# Montégut-Lauragais
Montégut-Lauragais (em occitano:  Montagut de Lauragués) é uma comuna francesa na região administrativa da Occitânia, no departamento do Alto Garona. Estende-se por uma área de 7.72 km², com 430 habitantes, segundo o censo de 2018, com uma densidade de 56 hab/km².